# Haus Schulz

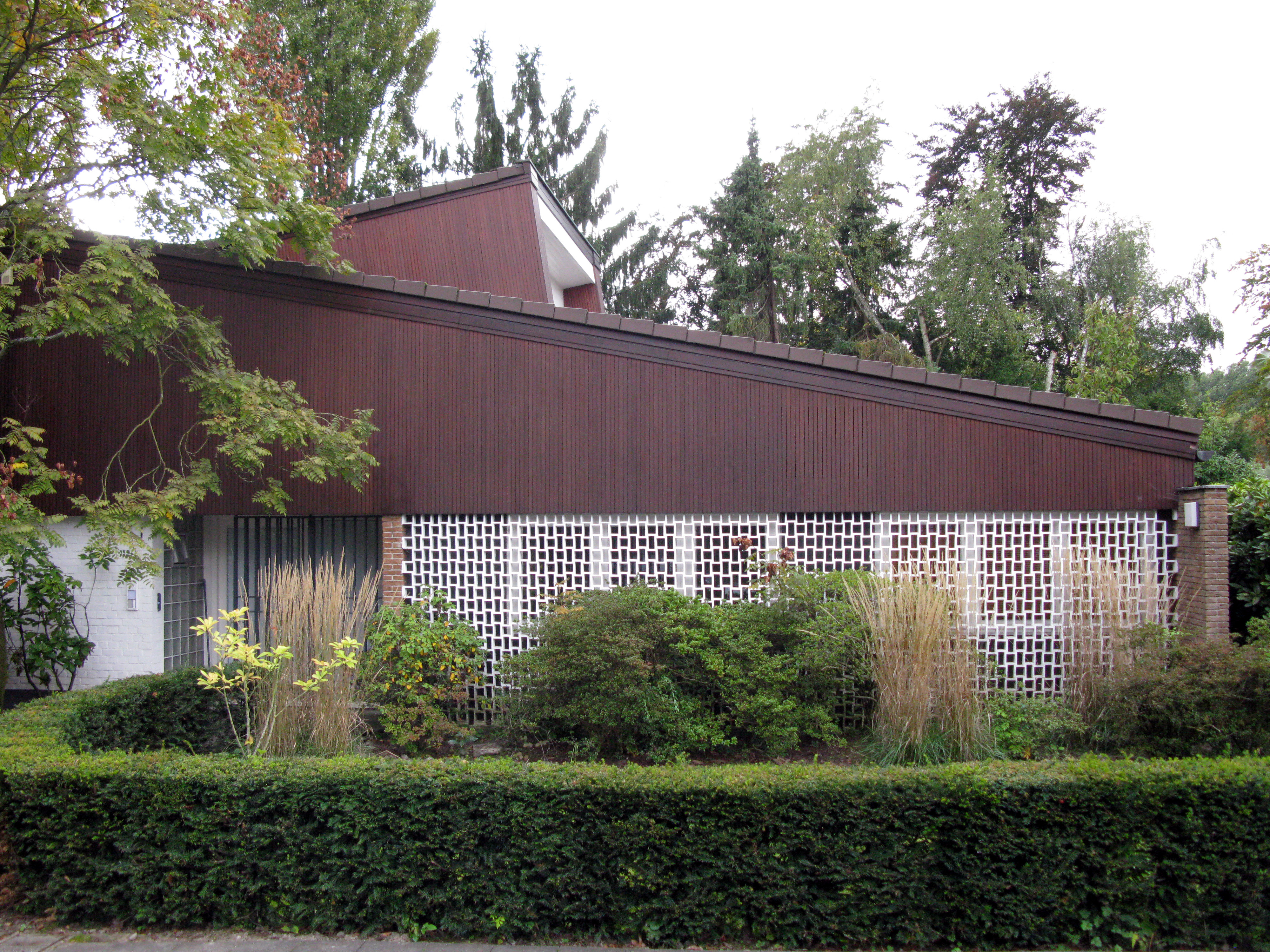
Haus Schulz

Das Haus Schulz ist ein Wohnhaus an der Saddelerstraße 1 im Düsseldorfer Stadtteil Urdenbach.

## Geschichte
Das Haus Schulz wurde 1958 von Joachim Neiser erbaut. Es zeichnet sich durch die Wahl „eigenwilliger“ Baumaterialien (Teakholz und Lochsteine) sowie durch seine Graphik aus, ebenso durch die Dynamik der schrägen und schiefen Konturen: Eine Dachgaube „schiebt sich dynamisch aus der Schräge“, das Äußere ist von einer „dynamischen Dachlinie begrenzt“. Der Architekt erbaute die Häuser Neiser und Niederrheinstraße 327 und war ein Schüler von Hans Schwippert: Neiser „setzt in der Gestaltung aber nicht bei der Vorkriegsmoderne an, sondern entwickelt mit der Formensprache der 1950er Jahre einen konsequent neuen Stil“.

## Beschreibung
Der Architekt arbeitet bei diesem Gebäude mit „klar begrenzten Flächen in verschiedenen eigenwilligen Materialien“ und mit „graphischen Werten“. Die Eingangsseite zeigt zwei verschiedene Baumaterialien so in Holz und Lochstein: Eine Vertäfelung aus Teakholz verkleidet die Giebelseite. Die Giebelseite zeigt neben dem Holz auch ein graphisches Geflecht, bestehend aus einem breiten Band aus Lochsteinen. Das Geflecht verbirgt die Fenster an der Giebelseite. Imposant ist auch die „dynamische Dachlinie“. Direkt über der Mauer setzt eine langgezogene Dachschräge an, kontrastierend mit der Dachgaube, die sich aus der Schräge steil herausschiebt.